# Aroostook megye
Aroostook megye az Amerikai Egyesült Államokban, azon belül Maine államban található. Megyeszékhelye Houlton, legnagyobb városa Presque Isle. Lakosainak száma 67 105 fő (2020. április 1.). Aroostook megye Piscataquis, Penobscot, Somerset és Washington megyékkel határos.

## Népesség
A megye népességének változása:
| Lakosok száma | 71 708 | 71 339 | 70 789 | 70 055 | 68 628 | 67 105 |
|               | 2010   | 2011   | 2012   | 2013   | 2015   | 2020   |